# Jack Thayer
Jack Thayer, född John Borland Thayer 24 december 1894 i Philadelphia, Pennsylvania, död 20 september 1945 i samma stad, var en amerikansk man som överlevde förlisningen av Atlantångaren RMS Titanic 1912. Efter detta skrev han en egen pamflett, The Sinking of the S.S. Titanic där han med stor detaljrikedom beskrev sina upplevelser. Denna har inkluderats i moderna utgåvor av överlevaren Archibald Gracie IVs bok The Truth about the Titanic. Thayer var en av runt 40 personer av de lite över 700 överlevande från katastrofen som hamnade i vattnet, men ändå lyckades överleva. Robert Ballard använde sig av Thayers vittnesmål då han skulle söka efter Titanics vrak eftersom Thayer var en av de överlevare i minoritet som tydligt beskrev hur fartyget gick mitt itu vid förlisningens slutskede.
Han kom senare att arbeta vid University of Pennsylvania. Thayer förlorade både sin son och sin mor under andra världskrigets slutskeede vilket gjorde honom djupt deprimerad och han begick självmord 1945.

## Ombord på Titanic
Den sjuttonårige Jack steg ombord på Titanic tillsammans med sin far, järnvägsdirektören John Thayer och sin mor Marian Thayer vid stoppet i Cherbourg, Frankrike. Thayer som reste i första klass och hade sin hytt på det högt belägna c-däcket märkte knappt av att fartyget kolliderade med ett isberg. Men han steg upp för att ta reda på varför Titanic tycktes ha stannat. Han kunde se bitar av is på Titanics främre welldäck, men inget annat som gav ledtrådar om vad som hänt. Han väckte sina föräldrar och när familjen märkte att fartyget började luta åt babord tog de på sig livbälten och började söka efter en livbåt.
I det tumult som snart uppstod tappade Thayer bort sina föräldrar. Tillsammans med Milton Long, en bekantskap han gjort ombord, försökte de nå en livbåt men såg snart ingen annan utväg än att hoppa från Titanic. Milton hoppade först och Thayer såg honom aldrig mer. Efter att ha hamnat i vattnet blev han uppdragen på en av Titanics hopfällbara livbåtar. Livbåten hade hamnat upp och ned i havet och han klängde fast vid denna tillsammans med andra män. Bland dessa återfanns styrman Charles Lightoller, telegrafisten Harold Bride, chefsbagaren Charles Joughin och överste Archibald Gracie. Han kunde sedan se hur Titanics första skorsten föll och hur den andra därefter exploderade i ett "svart rökmoln". Han såg människor falla ensamma eller i klungor från skeppet, och sedan hur det bröts mitt itu innan det försvann i havet. När han i gryningen räddades ombord på livbåt 12 var han så utmattad att han inte märkte sin mor som hamnat i den närliggande livbåt 4. Hans far dog i katastrofen.